# Marilú Menéndez
Marilú Menéndez Llosa (Lima, 20 febbraio 1960) è un'ex cestista peruviana.

## Carriera
Con il Perù ha preso parte ai Campionati mondiali del 1983.